# Cristián Caro Cordero
Cristián Caro Cordero (* 16. Februar 1943 in Santiago de Chile) ist ein chilenischer Geistlicher und emeritierter römisch-katholischer Erzbischof von Puerto Montt.

## Leben
Cristián Caro Cordero studierte zunächst Medizin an der Päpstlichen Katholischen Universität von Chile, ehe er die Berufung zum Priester fand. 1965 trat er in das Priesterseminar in Santiago de Chile ein und empfing am 23. Dezember 1973 die Priesterweihe durch den Erzbischof Raúl Kardinal Silva Henríquez. Nach Tätigkeiten als Gemeindepfarrer wurde er im Mai 1987 Bischofsvikar für den Osten des Erzbistums Santiago de Chile, was er bis Juli 1992 blieb.
Papst Johannes Paul II. ernannte ihn am 12. März 1991 zum Titularbischof von Arcavica und Weihbischof in Santiago de Chile. Der Erzbischof von Santiago de Chile, Carlos Oviedo Cavada OdeM, spendete ihm am 14. April desselben Jahres die Bischofsweihe; Mitkonsekratoren waren Carlos González Cruchaga, Bischof von Talca, und Enrique Troncoso Troncoso, Bischof von Iquique. Im November 1991 wurde Cristián Caro zusätzlich Generalsekretär der Chilenischen Bischofskonferenz.
Am 27. Februar 2001 wurde er zum Erzbischof von Puerto Montt ernannt. Ab 2015 wurde ihm vorgeworfen, Fälle sexuellen Missbrauchs von Minderjährigen im Erzbistum Puerto Montt vertuscht zu haben. Der vatikanischen Kongregation für die Glaubenslehre lagen diese Vorwürfe vor. Cristián Caro Cordero erklärte in einer Stellungnahme im Juni 2018, die betreffenden Priester im Januar suspendiert zu haben. Aufgrund einer zu diesem Zeitpunkt stattfindenden Untersuchung von Missbrauchsfällen habe er es für richtig empfunden, diese Maßnahmen nicht öffentlich bekanntzugeben.
Papst Franziskus nahm am 11. Juni 2018 seinen altersbedingten Rücktritt an.